# Embaixada do Brasil em Buenos Aires
A Embaixada do Brasil em Buenos Aires é a principal missão diplomática brasileira na Argentina.
Está localizada  no início da Avenida Alvear e em frente à Praça Carlos Pelegrini. O edifício-sede é de grande importância histórica, sendo um dos palácios da burguesia portenha de início do século XX. Originalmente  residência particular, foi adquirida em 1945 pelo governo brasileiro para sua sede diplomática.

## Palácio Pereda
A residência do embaixador ocupa o Palácio Pereda, um dos principais exemplos de arquitetura afrancesada na capital argentina. O edifício foi construído como residência do rico proprietário de terras Celidonio Pereda, que encomendou o desenho ao arquiteto francês Louis Martin, formado na Escola de Belas Artes de Paris. Como modelo, Pereda solicitou ao arquiteto que usasse o Museu Jacquemart-André de Paris, um importante edifício dos séculos XVIII e XIX. Tanto a fachada principal como a decoração interior e outros detalhes foram claramente inspirados no palácio parisiense. As obras começaram em 1919; em 1920, desentendimentos com o arquiteto original fizeram que Pereda contratasse o arquiteto belga Julio Dormal para continuar os trabalhos.
No interior, destacam-se as pinturas murais do andar superior, realizadas pelo catalão José María Sert (1876-1945), pintor consagrado na Europa da época. Pereda conheceu a obra de Sert em Paris, e encomendou-lhe uma série de pinturas, que o artista realizou baseando-se em maquetes dos salões da mansão. As grandes telas chegaram a Buenos Aires em 1932, quando foram aderidas às paredes e tetos do Palácio. Abrangendo temas mitológicos e hispânicos, as pinturas do Palácio Pereda são consideradas das melhores realizadas por Sert para particulares.
Em maio de 1935,  Getúlio Vargas visitou oficialmente a Argentina, naquela que seria a  única viagem ao exterior em seu primeiro e longo período de governo (1930-45). A comitiva brasileira incluía a esposa e um filho do Chefe de Estado, o Ministro das Relações Exteriores, José Carlos de Macedo Soares e o Ministro da Marinha, Almirante Protógenes Guimarães. Chegou a Buenos Aires no encouraçado "São Paulo", escoltado pelos cruzadores "Bahia" e "Rio Grande do Sul", uma esquadrilha de oito hidroaviões e outra de doze aeronaves do Exército. No navio-transporte "Siqueira Campos" haviam embarcado uma companhia de aspirantes da Escola Naval e outra de cadetes da Academia Militar que participariam do desfile de 25 de maio, data nacional argentina. Para acolher a família presidencial de forma condigna o Presidente Agustín P. Justo pediu a  Pereda que a  hospedasse em sua mansão.  Ali Vargas não apenas entabulou com seu homólogo platino conversações de relevo para as relações bilaterais como formalizou seu apoio aos esforços argentinos de mediação no conflito que então dividia Bolívia e Paraguai (Guerra do Chaco). Assinou-se, na ocasião, um Tratado de Comércio e Navegação  que dirimia pendências entre os dois países com respeito ao comércio de erva-mate e às importações brasileiras de trigo argentino, entre outras medidas de estímulo ao intercâmbio comercial.
Em 1945, havendo falecido o proprietário, os herdeiros puseram á venda o prédio, que foi adquirido pelo Governo brasileiro. No Palácio Pereda funcionou também a Chancelaria da Embaixada até 1991, quando se inaugurou o edifício  próprio construído na Calle Cerrito 1350.

## Embaixadores do Brasil na Argentina
- Joaquim Tomás do Amaral

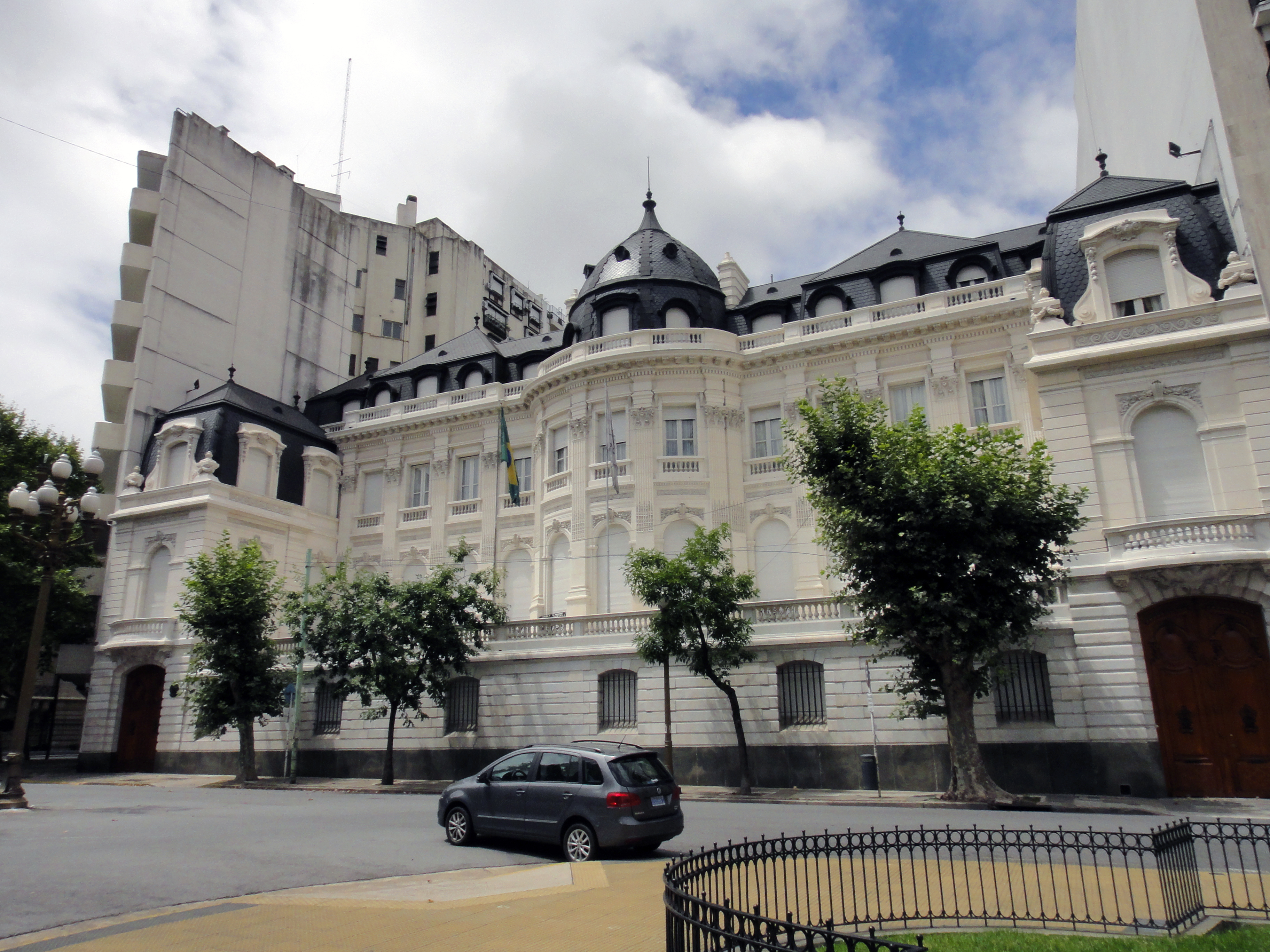
Palacio Pereda visto da Praça Carlos Pellegrini (Residência do Embaixador do Brasil em Buenos Aires)

- Antônio José Duarte de Araújo Gondim - 1870-1876
- José Pereira da Costa Motta - 1912
- Luís Martins de Souza Dantas - 1912
- Manuel Ferraz de Campos Sales - 1912
- Luís Martins de Souza Dantas - 1914-1916
- Eduardo Lima Ramos - 1916-1917
- Alcebíades Peçanha - 1917-1918
- Ciro de Freitas Vale - 1918
- Carlos Rostaing Lisboa - 1919
- Sylvio Rangel de Castro - 1919
- Pedro Manuel de Toledo - 1919-1926
- Gastão Paranhos do Rio Branco - 1926
- José de Paula Rodrigues Alves - 1926-1930
- Rubens Duham - 1930-1931
- Joaquim Francisco de Assis Brasil - 1931-1933
- Protássio Baptiste Gonçalves - 1933
- José Bonifácio de Andrada e Silva - 1933-1937
- Joaquim Francisco de Assis Brasil - 1934-1937
- João Alberto Lins de Barro - 1937-1938
- Luiz Guimarães Filho - 1938
- José de Paula Rodrigues Alves - 1938-1944
- Paulo Demôro - 1944
- Décio Martina Coimbra - 1945
- João Batista Luzardo - 1945-1947
- Oswaldo Frust - 1947
- Ciro de Freitas Vale - 1947-1948
- João Emílio Ribeiro - 1948-1949
- Milton de Freitas Almeida - 1949-1950
- Glauco Ferreira de Souza - 1950-1951
- João Batista Luzardo - 1951
- Jayme de Barros Gomes - 1953
- Orlando Leite Ribeiro - 1953
- Mário Gibson Barbosa - 1956
- João Carlos Muniz - 1956
- Mário Gibson Barbosa - 1958
- Mário Tancredo Borges da Fonseca - 1958
- Aguinaldo Boulitreau - 1963
- Décio Honorato de Moura - 1967
- Carlos dos Santos Veras - 1967
- Manoel Pio Corrêa Júnior - 1967-1969
- Lyle Amaury Tarisse da Fontoura - 1969
- Antônio Francisco Azeredo da Silveira - 1969-1973
- João Baptista Pinheiro - 1975
- Marcos Henrique Camillo Côrtes - 1975
- Cláudio Garcia de Souza - 1976-1977
- João Hermes Pereira de Araújo - 1984-1987
- Marcos Azambuja - 1992-1997
- Sebastião do Rego Barros Netto - 1999-2001
- José Botafogo Gonçalves - 2001
- Mauro Vieira - 2004-2010
- Enio Cordeiro - 2010-2013
- Everton Vieira Vargas - 2013-2016
- Sérgio França Danese - 2016-2020
- Reinaldo José de Almeida Salgado[3] - 2020-2023
- Julio Glinternick Bitelli[1] - 2023-atual